# Pidonia hayakawai
Pidonia hayakawai är en skalbaggsart som beskrevs av Mikio Kuboki 2001. Pidonia hayakawai ingår i släktet Pidonia och familjen långhorningar. Inga underarter finns listade i Catalogue of Life.